# Hey Ya!
〈Hey Ya!〉是美國嘻哈組合流浪者合唱團於2003年9月9日發行的單曲，歌曲由André 3000撰寫，收錄在他們的專輯《大喇叭·愛亂來雙拼碟》（2003年）。〈Hey Ya!〉獲得巨大成功，拿下美國、澳大利亞、加拿大、捷克共和國、挪威和瑞典等國冠軍第一。歌曲還獲得了多個音樂和電影在內的獎項；其中包括黑人娱乐电视大奖年度最佳影片、第46屆葛萊美獎最佳都市／另類演唱以及2004年MTV音樂錄影帶大獎年度影片。